# Minimum de Maunder

Le minimum de Maunder correspond à un déficit marqué du nombre de taches solaires entre 1645 et 1715. Il est suivi, un siècle plus tard, par le minimum de Dalton. Indépendamment de ces périodes de minimum, il apparaît très régulièrement une modulation du nombre de taches solaires, suivant le cycle solaire d'environ 11 ans.

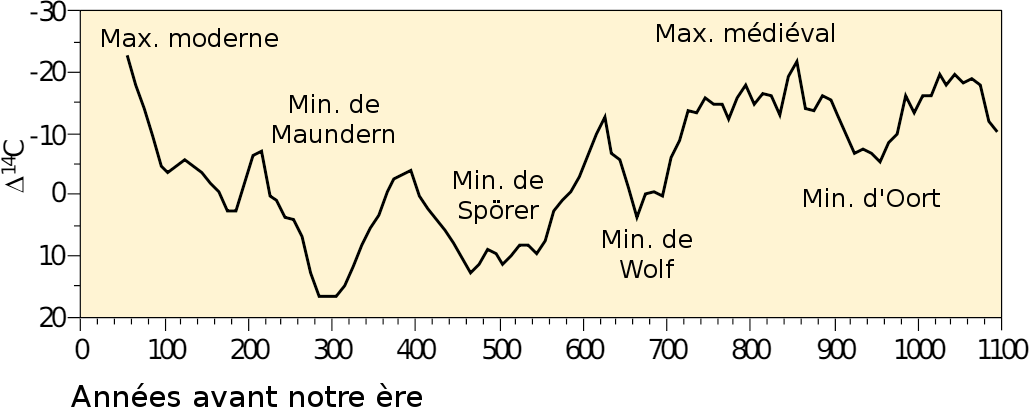
Activité solaire depuis l'an 900, mesurée par la variation de quantité de carbone 14 dans le bois, par rapport à la quantité actuelle. Plus l'activité solaire est importante, moins il y a de carbone 14 produit dans l'atmosphère et piégé dans le bois, les vents solaires déviant les rayons cosmiques à l'origine du carbone 14.

En astronomie, le minimum de Maunder correspond à une époque approximativement située entre 1645 et 1715, durant laquelle le nombre de taches solaires (et l'activité de surface du Soleil) était significativement plus faible qu'aujourd'hui.
Le nom a été donné par John A. Eddy (en), dit « Jack Eddy », astronome américain, qui a compilé des données astronomiques anciennes,.

## Éponymie et définition
Edward W. Maunder a fait état de ce phénomène en 1890. Maunder ne saurait cependant en être considéré comme le découvreur, puisque dans son article il mentionne explicitement se fonder sur les recherches de Gustav Spörer publiées en allemand et en français en 1887 et 1889.
Cette époque correspond au cœur d'une période, le petit âge glaciaire, où le climat terrestre était assez froid, au moins en Europe, en Amérique du Nord et en Chine. Le climat terrestre serait donc au moins en partie fonction de l'activité magnétique du Soleil. Deux hypothèses sont évoquées :
- la variation du rayonnement solaire ;
- la modulation du flux des rayons cosmiques par le vent solaire.

## Observation des taches durant le minimum de Maunder
Le minimum de Maunder entre 1645 et 1715 n'est pas une illusion due au manque d'observations. Au XVIIe siècle, Giovanni Domenico Cassini mena à l'observatoire de Paris un programme systématique d'observation des taches solaires à l'aide des astronomes Jean Picard et Philippe de La Hire. De façon indépendante, à Danzig, Johannes Hevelius observait également les taches solaires. Le tableau suivant présente le nombre total de taches solaires par année (mais pas le nombre de Wolf) :
| Année | Nombre de taches                              |
| ----- | --------------------------------------------- |
| 1610  | 9                                             |
| 1620  | 6                                             |
| 1630  | 9                                             |
| 1640  | 0                                             |
| 1650  | 3                                             |
| 1660  | Quelques taches (Hevelius, Machina Coelestis) |
| 1670  | 0                                             |
| 1680  | Grosse tache, observée par Cassini            |

Un nombre suffisant de taches a été observé durant le minimum de Maunder pour pouvoir en extrapoler les cycles solaires. Les maximums ont eu lieu en 1676, 1684 (année d'un grand coup de froid en Europe), 1695, 1705 et 1716.
L'activité était concentrée dans l'hémisphère sud du soleil, sauf dans le cas du dernier cycle, où des taches apparurent aussi au nord.
La loi de Spörer prédit la variation des latitudes des taches solaires pendant le cycle solaire.
| Latitude solaire | Période de rotation (en jours) |
| ---------------- | ------------------------------ |
| 0°               | 24,7                           |
| 35°              | 26,7                           |
| 40°              | 28,0                           |
| 75°              | 33,0                           |

La visibilité est quelque peu affectée par les observations faites à partir de l'écliptique, qui forme un angle de 7° avec le plan de l'équateur solaire (latitude 0°).

## Minimums de Dalton et de Spörer
Dans la première partie du XIXe siècle eut lieu une autre période, moins marquée, de diminution du nombre des taches solaires observées. Cette période est appelée le minimum de Dalton.
Avant l'ère télescopique et l'observation systématique des taches solaires, il semble y avoir eu, entre 1420 et 1570, une autre période de faible activité solaire, appelée minimum de Spörer. Ce minimum est indirectement déduit de l'étude de rapports isotopiques de divers éléments chimiques qui semblent directement corrélés avec l'activité solaire.

## Explication physique du phénomène
Une explication du phénomène par une baisse de l'activité magnétique totale du Soleil a été proposée en 2012. Des recherches de 2017 suggèrent que cela pourrait être lié au fait que l'effet dynamo, provoqué par les deux vagues magnétiques du Soleil qui trouvent leurs origines dans deux couches de matière du Soleil différentes (situées à l'intérieur du Soleil et à sa surface), se trouve fortement amoindri lorsque l'une de ces vagues se trouve entièrement dans l'hémisphère sud et l'autre entièrement dans l'hémisphère nord du Soleil, alors qu'elles connaissent des pics d'activité à peu près en même temps, l'intensité de ces deux vagues variant selon des cycles de période légèrement différente d'environ 11 ans.